# 宮城県登米総合産業高等学校
宮城県登米総合産業高等学校（みやぎけん とめそうごうさんぎょうこうとうがっこう）は、宮城県登米市中田町上沼字北桜場に開校した県立高等学校である。2015年4月8日に開校式を行った。

## 沿革
- 2015年（平成27年4月）：上沼高校、米山高校、米谷工業高校の3校と、登米高校の商業科が統合[注釈 1]し、福祉科を加えて宮城県登米総合産業高等学校として開校[3]。
- 2016年（平成28年）3月：第一回卒業式実施 [注釈 2]
- 2017年（平成29年）3月：普通科閉科 [注釈 3]
- 2017年（平成29年）4月：福祉科、商業科 [注釈 4]で全学年が揃う。

## 校訓
- 高志（Ambitious)
- 挑戦（Challenge)
- 創造（Creation)

## 校歌
- 狩野宏史作詞
- 内藤淳一作曲

## 設置学科
全日制課程
- 農業科
- 機械科
- 電気科
- 情報技術科
- 商業科
- 福祉科

### 過去
- 全日制 普通科（2015年度、2016年度のみ）

## 部活動
- 運動部

● 硬式野球 ● 陸上 ● アーチェリー ● バドミントン ● ソフトボール ● ソフトテニス ● バレーボール ● 卓球 ● サッカー ● 弓道　● バスケットボール
● 柔道 ● 剣道 ● 空手道   ※硬式野球とサッカーは男子のみ設置
- 文化部

● 家庭 ● 美術 ● 写真 ● 吹奏楽 ● 文芸 ● 茶華道 ● 農業 ● 機械工作 ● 電気工作 ● 情報研究 ● 商業 ● 福祉 ※平成28年度より，農業部を新設，工業部を機械工作部，電気工作部，情報研究部のそれぞれに変更